# Рычков, Николай Михайлович
Николай Михайлович Рычков (1897—1959) — советский государственный деятель, юрист. Депутат Верховного Совета СССР 2 созыва.

## Биография
- 1909—1917 — ученик токаря, токарь по металлу на Уральском Надеждинском заводе.
- 1917—1918 — секретарь Надеждинского исполкома Совета рабочих и солдатских депутатов, комиссар местного хозяйства.
- 1918 — делегат VII съезда РКП(б), примкнул к «левым коммунистам».
- 1918—1920 — в органах ВЧК на Урале.
- 1921—1922 — заместитель председателя военного трибунала 5-й армии, Иркутск.
- 1922—1927 — прокурор Сибирского военного округа.
- 1927—1931 — заместитель прокурора РККА.
- 1931—1937 — член военной коллегии Верховного суда СССР, диввоенюрист.
- 1937—1938 — прокурор РСФСР.
- 1938—1948 — народный комиссар (министр) юстиции СССР.

Вступил в конфликт с начальником отдела судебно-прокурорских кадров Управления кадров ЦК ВКП(б) А. Бакакиным. Против Рычкова была организована кампания и в январе 1948 года он был снят со своего поста. Комиссия по приемке-сдаче дел Министерства Юстиции СССР признала работу Рычкова неудовлетворительной.
- 1948 — в резерве Главного управления кадров Министерства вооруженных сил СССР.
- 1948—1951 — заместитель военного прокурора сухопутных войск.
- 1951—1955 — заместитель Главного военного прокурора.

С мая 1955 года в отставке.
Скончался 28 марта 1959 года в поселке Малаховка Люберецкого района Московской области. Похоронен в Москве на Ваганьковском кладбище.

## Участие в массовых репрессиях
Принимал активное участие в массовых репрессиях в составе Военной коллегии Верховного Суда СССР. Участник Московских показательных процессов 1936—1938 гг. В 1937—1938 гг. неоднократно выезжал в восточные районы СССР где председательствовал на крупнейших процессах по «контрреволюционным преступлениям» якобы совершенным руководящей региональной элитой и местной интеллигенцией.
На посту наркома юстиции СССР неоднократно издавал приказы по порядку рассмотрения дел о контрреволюционных преступлениях. В то же время руководствуясь юридическим формализмом и «подстраховываясь» от возможных обвинений приказывал судам строго соблюдать процессуальные нормы при рассмотрении любых дел.
Принимал активное участие в массовых кампаниях по делам о трудовых преступлениях (Указ ПВС СССР от 26.06.1940), по делам о мелком хулиганстве и мелких хищениях на предприятиях (Указ ПВС СССР от 10.08.1940), по делам о трудовых преступлениях совершенных на военных предприятиях (Указ ПВС СССР от 26.12.1941) и пр.
В 1947—1948 годах возглавлял Постоянную комиссию по проведению открытых судебных процессов по наиболее важным делам бывших военнослужащих германской армии и немецких карательных органов, изобличенных в зверствах против советских граждан на временно оккупированной территории Советского Союза.

## Награды
- Орден Ленина (трижды) (20.08.1937 — за успешную работу по укреплению революционной законности и охране интересов государства, …, …)
- Орден Красного Знамени (дважды)